# 拉哈 (智利)
拉哈是智利的城市，位於該國中部，由比奧比奧省負責管轄，始建於1891年，面積339.8平方公里，海拔高度49米，2002年人口22,404，人口密度每平方公里66人。

## 外部連結
- （西班牙文） Municipality of Laja （页面存档备份，存于）